# علامة القسمة
علامة القسمة: هو رمز من رموز علم الرياضيات وله ثلاث أشكال، والأكثر شيوعاً منها يتألف من خط أفقي قصير له نقطتين أعلاه وأسفله (÷)، الثاني يشبه الخنجر(†)، الثالث خط مائل (/)، يستخدم بشكل رئيسي في عملية القسمة في المعادلات الرياضية ولذلك أطلق عليه مسمى علامة القسمة.
لا يستخدم هذا الرمز حصرًا في الدول العربية فقد كان أول الإشارات المستخدمة في الدول الناطقة باللغة الأنغلوفينية (العالم الناطق بالإنجليزية) في تمثيل العمليات الرياضية وقد استخدم الرمز الثاني على شكل الخنجر في النصوص للدلالة أو الإشارة لجنازة أو شخص ميت، وقد استخدم أيضًا ليدل إلى ملحوظة ما.
بدء شكل إشارة القسمة على شكل خط مستقيم (-) ثم خط مستقيم بنقطة أو نقطتين ،أما شكل الخنجر فقد أتى من آلة الخنجر الحديثة والذي يدل على أكثر من معنى كالأداة الحادة أو سهم أو آلة تحميص الحديد وكان له معنى إضافي وهو إلغاء أمر، أو التخلي عن قضية مشكوك بأمرها.
في الماضي كان يستخدم رمز الخط الأفقي في المخطوطات الأثرية للدلالة على بعض الأمور الفاسدة أو المشكوك بأمرها أو المزيفة، وللفت الأنتباه لأمر ما.

## رياضيًا

علامة القسمة

كان أول من استخدم الرمز الشائع من رموز القسمة الخط الأفقي بنقطتين (÷) الرياضياتي السويسري يوهان ران (Johann Rahn) في كتابه في الجبر في عام 1659 للميلاد وقد استخدمه بدلالة القسمة في المعادلات الرياضية، ومن هنا كانت انطلاقت إشارة القسمة (÷) في العالم الإنجليزي، على الرغم من 22 أنه لم يوصى بهذا الرمز عالميًا، فقد وصيَ بالخط المائل (/) للقسمة أو النقطتين الرأسيتين (:) للعمليات الكسرية، 2:3 توافق 3/2 وهي كقسمة 2 على 3 وقد نُصح بعدم استخدام رمز الخط الأفقي بنقطتين (÷).
 وقد استخدم هذا الرمز أيضًا للإشارة لعمليات الطرح في شمال أوروبا، وبقي على هذا الاستخدام في بعض أجزاءها كالنرويج و إلى وقت  قريب في الدنمارك و وبولندا وإيطاليا وروسيا ويستخدم أيضًا في بعض المجالات الهندسية كرمز يدل على بعض القيم الرياضية.